# Щелканов, Егор Петрович
Егор Петрович Щелканов (бел. Ягор Пятровіч Шчалканаў; род.11 июня 2001 года, Брест) — белорусский пловец-паралимпиец, выступающий среди спортсменов с нарушением опорно-двигательной системы.

## Биография
Окончил Белорусский государственный университет физической культуры и спорта, факультет спортивного менеджмента.
Занимается плаванием с 2012 года. Начал свою плавательную карьеру в Бресте, а затем тренировался в Республиканском центре олимпийской подготовки по паралимпийским и дефлимпийским видам спорта под руководством тренера высшей категории  Поздеева Станислава и заслуженного тренера Беларуси Вишнякова.

## Спортивная карьера
В 2016 году на Всемирных юношеских играх IWAS в Праге Егор завоевал две золотые и одну серебряную медаль.
На чемпионате Европы 2018 года в Дублине занял 9-е место на дистанции 100 м баттерфляем.
Также выступал на чемпионате мира 2019 года в Лондоне на дистанциях 50 и 100 м — вольным стилем, 100 м — баттерфляем и 200 м —индивидуальное комплексное плавание, где занял 5, 12, 18 и 8 места соответственно.
В 2021 году на чемпионате Европы в Фуншале он завоевал две бронзовые медали на дистанции 100 м баттерфляем и на спине, занял четвертое место на дистанции 200 м комплексным плаванием и пятое на дистанциях 50 м и 100 м вольным стилем.
Участник XVI летних Паралимпийских игр 2020 года в Токио, где завоевал серебряную медаль на дистанции 100 метров на спине в финале, а также занял 4-е место на дистанции 200 метров комплексным плаванием, 7-е место на дистанции 100 метров баттерфляем и 8-е место на дистанции 50 метров вольным стилем.

## Награды и звания
- Медаль «За трудовые заслуги» (2022)
- Звание «Заслуженный мастер спорта Республики Беларусь» (2024)[1]